# Arthur Lapierre
Arthur Lapierre (* um 1888; † nach 1947) war ein kanadischer Sänger, Komponist und Schauspieler.

## Leben und Wirken
Lapierre begann seine Bühnenlaufbahn um 1900 und gründete um 1908 mit Conrad Gauthier und Sylva Alarie den Cercle Lapierre, mit dem er bis in die 1920er Jahre in Montreal und Umgebung auftrat. Daneben arbeitete er auch mit seiner Frau, der Sängerin Béatrice Latour, und sang 1917 in der Saint-Jacques Church in Frédéric Pelletiers Stabat Mater.
Ab 1918 wurde er auch als Opernsänger bekannt. So trat er mit der Troupe canadienne d’opéra neben Sarah Fischer, Cédia Brault, Victor Desautels und Ulysse Paquin in Carmen auf. 1919 sang er in Lewiston, Maine, mit Blanche Gonthier, Honoré Vaillancourt und Armand Gauthier Auszüge aus Gounods Philémon et Baucis und Victor Massés Les noces de Jeannette. Am Théâtre canadien-français trat er in der Musikrevue Allons-y, brunette, die er mit Armand Gauthier geschrieben hatte. 1919 sang er im Salle Lafontaine mit Léonide Letourneux in Ferdinand Poises Bonsoir voisin und im Monument-national mit Fabiola Poirier und Jeanne Maubourg in Aimé Maillarts Les dragons de Villars.
Zur gleichen Zeit gründete er mit Rodrigue Gauthier, Jean-Marie Magnan und Joseph-Henri Thibodeau das Quatuor canadien, das gelegentlich mit den Sängern Arthur Gagné und Émile Lamarre ergänzt wurde. 1921 trat er unter Leitung von Joseph-Jean Goulet in Le chemin de croix von Alexandre Georges mit Fabiola Poirier und Armand Gauthier und als Pierre LeRoux in Rose et Cola von Pierre-Alexandre Monsigny auf.
Ab 1918 entstand eine Anzahl von Plattenaufnahmen bei Starr und His Master’s Voice, teils mit Musikern aus Gauthiers Veillées du bon vieux temps und Honoré Vaillancourts Société canadienne d’opérette. 1927 nahm er für das Label Mignon Kinderlieder auf. Später unterrichtete Lapierre in Montreal. Als Komponist trat er u. a. mit einer Totenmesse (Messe à trois voix égales pour les défunts) hervor.